# Julien Poydras de Lalande
Julien Poydras de Lalande ou Julien de Lallande Poydras (1746-1824) est une personnalité franco-américaine importante dans l'histoire de la Louisiane. Il est un aventurier, poète à ses heures, philanthrope, banquier et homme politique.

## Biographie
Né en 1746 à Rezé près de Nantes, Julien Poydras, fils de François Poydras et de Madeleine Simon, servit très tôt dans la Marine française.
En 1760, il est capturé par la Royal Navy et emmené en Angleterre. De là, il s'échappe, embarque à bord d'un cargo en partance pour les Antilles. Arrivé à Saint Domingue, il émigre vers la Louisiane française et s'installe en 1768 à La Nouvelle-Orléans.
D'abord colporteur, puis négociant, il parcourt l'ensemble du vaste territoire de la Louisiane française le long du Mississippi. Il commerce dans le territoire des Arkansas, à Bâton-Rouge, à Natchitoches, à Nacogdoches, à Natchez, à Opelousas, dans la vallée de la rivière Ouachita et jusqu'à Saint-Louis au bord du Mississippi.
Faisant fortune, il acquiert des biens, notamment des plantations dans la paroisse de Pointe Coupée, et des propriétés à La Nouvelle-Orléans.
En 1779, il compose un poème : La Prise du Morne du Bâton Rouge par Monseigneur de Galvez, en l'honneur du jeune gouverneur espagnol Bernardo de Gálvez pour la reprise de Bâton-Rouge aux Anglais.
En 1803, lors de la vente de la Louisiane par Napoléon Ier aux États-Unis, Julien Poydras opte pour la nationalité américaine.
Le 4 décembre 1804, il est élu président du premier Conseil législatif du territoire d'Orléans, nom donné à la partie Sud du territoire de l'ancienne Louisiane française, à la Chambre des représentants des États-Unis. Il est également administrateur de la Banque Louisiane.
Il devient l'ami du premier gouverneur américain de la Louisiane : William C. C. Claiborne.
Il participe à l'élaboration des lois sur l'enseignement, il est considéré comme le "Père de l'Éducation en Louisiane".
En 1807, il créa la première maison pour les orphelines et reçoit 4 000 dollars du gouvernement américain pour cette action. Par la suite sera créé un orphelinat pour les garçons.
En 1809, il est élu représentant du territoire louisianais au Congrès des États-Unis pour une période de deux ans (4 mars 1809 - 4 mars 1811).
En 1810, Julien Poydras présente une demande officielle au Congrès américain pour que le territoire de Louisiane devienne un État de l'Union.
En 1812, il devient président de la première convention constitutionnelle et président du nouveau Sénat. Il collabore avec le nouveau gouverneur de la Louisiane, Jacques Phillippe Villeré, second gouverneur de la Louisiane américaine. En 1820, il est réélu président du Sénat.
Il aide son compatriote, l'ornithologue et naturaliste Jean-Jacques Audubon, à publier ses premières planches animalières.
Sa fortune lui permet d'acheter le château de la Gascherie à La Chapelle-sur-Erdre, près de Nantes.
Le 23 juin 1824, il meurt dans son domaine de Pointe-Coupée après avoir affranchi ses 1200 esclaves. Il est enterré à New Roads, chef-lieu de la paroisse de la Pointe Coupée.

## Postérité
Par son testament olographe du 16 avril 1822, il a institué pour ses légataires universels tous les enfants de ses frères et sœurs. Benjamin Poydras de Lalande fut mandaté pour régler la succession. Par jugement du 2 avril 1844, le tribunal civil de Nantes condamna, suivant ses offres, le Sr Benjamin Poydras de Lalande à rendre son compte. D'où un procès qui durait encore en 1847.
Philanthrope, il laisse une importante donation pour la fondation d'une institution philanthropique. Cette société, sans but lucratif, d'abord appelée Poydras Female Orphan Asylum, prendra ensuite le nom de Poydras Home. Cet organisme aide notamment les personnes âgées et en particulier celles atteintes de la maladie d'Alzheimer.
En 1924, pour la célébration du centenaire de la mort de Julien Poydras, fut construit à New Roads une école secondaire nommée Poydras High School. Aujourd'hui, ce bâtiment est devenu le Julien Poydras Museum and Cultural Center